# Sachatamia ilex
Sachatamia ilex es una especie de anfibio anuro de la familia Centrolenidae. Se encuentra en el oeste de Colombia, Costa Rica, el noroeste de Ecuador, este de Nicaragua y Panamá. 